# Дерусифікація
Дерусифікація, або демосковізація[джерело?] (іноді деросіянізація) — процес чи державна політика у різних державах чи певних їхніх частинах, спрямовані на відновлення автохтонними народами (переважно титульною нацією) ознак національної ідентичності: мови, культури, історичної пам'яті, втрачених унаслідок русифікації.

## Після розпаду Російської імперії
Уперше дерусифікація проявилася в нових незалежних державах, що утворилися після розпаду Російської імперії в 1917 році, таких як Польща, Фінляндія, Грузія, Естонія, Латвія, Литва, Україна. У цьому випадку вона часто являла собою дискримінацію російської мови як реакцію підкорених у минулому народів на період інтенсивної (часом, насильницької) русифікації.

### Карс
Після Московського договору Росія була змушена вийти з окупованого Карса і залишити місто Туреччині. За переписом 1897 року 7,7% Карса становили росіяни. Через міграцію ця кількість була знижена до нуля.

## У СРСР
У перші роки радянської влади в багатьох національно-автономних утвореннях СРСР був запущений механізм коренізації, який був покликаний захищати особливі інтереси титульних націй. Тому, незважаючи на просування російської мови як засобу міжнаціонального спілкування, почався демографічний занепад російського населення в більшості національних автономій при паралельному зростанні різних національних діаспор на території самої Росії.
Так, в умовах демографічного вибуху в азійських національних республіках СРСР, почалося активне витіснення росіян з усіх сфер освіти і прикладання праці (за винятком складніших технічних професій) навіть у тих регіонах, де вони становили абсолютну більшість населення, наприклад, у містах Бішкек і Алма-Ата. Зростання внутрішньо республіканської міграції приводило також до посилення конкуренції за землю і житло. У цих умовах з кінця 1960-х російське населення в основному почало поступовий процес репатріації на територію РРФСР.
Доктор історичних наук, професор Юрій Шаповал наполягає, що існування Української РСР, політика "коренізації", а значить і українізації, з'явилися завдяки існуванню Української Народної Республіки, яку окупували більшовики.
"Українізація - вимушений крок, вони без цього могли програти. Більшовицька партія була малопопулярна на окраїнах імперії. В Україні вона масовою не була. Коли запровадили коренізацію в 1923 році, це був крок, щоб вижити режиму", - вважає Шаповал.
Він пояснює, що за рахунок місцевих кадрів більшовики "вкорінювались" на окраїнах, а для цього треба було дати пряник.
"Але всіх адептів та речників українізації врешті знищили. Але ця кон'юнктурна політика принесла позитив - культурний сплеск, який потім назвуть українським розстріляним відродженням", - додає історик. А для селян, як нагадує Шаповал, все це врешті закінчилось Голодомором.

## Епоха Холодної війни

### Румунія
У Румунії в 1960-х роках політичний розрив з Радянським Союзом призвів до ліквідації російського культурного впливу в Румунії. З Бухарестського аеропорту зняли російські вивіски, російські назви вулиць змінили на румунські, російські книгарні закрили, радянські п’єси, фільми та радіопередачі стали рідкістю. Російська мова більше не є обов’язковим предметом у школах, її замінили англійська та французька. Також було закрито Інститут російської мови імені Горького. 
Після Румунської революції 1989 року, яка призвела до розпаду Комуністичної партії Румунії, новий демократичний уряд Румунії ще більше насторожено ставився до Росії. Особливо після приєднання до НАТО та Європейського Союзу, уряд Румунії часто брав участь у навчаннях на Чорному морі під керівництвом американські військові Його метою була відповідь російським військовим Провокаційна поведінка в Чорному морі. Після того, як Росія вторглася в Україну, уряд Румунії прийняв велику кількість українських біженців і наклав санкції на президента Росії Володимира Путіна та інших лідерів і російські компанії.

### Китай
- Росіяни у Харбіні[en]

Після конфлікту між Китаєм і Радянським Союзом Міністерство внутрішніх справ Китайської Народної Республіки та Державне управління геодезії та картографії видали документ у 1963 році «Повідомлення про запит на розслідування та дослідження проблем з російськими географічними назвами та пропозицію Рішення», вимагаючи від провінції Хейлунцзян очистити російські географічні назви в межах своєї юрисдикції. Згодом Департамент цивільних справ провінції Хейлунцзян провів статистику та визначив 20 російських назв місць, які використовувалися в минулому, але тепер мають китайські назви (переважно вулиці в Харбіні та острови в Хейлунцзяні), і 9 назв без китайських назв. Письмовий звіт був надісланий до Пекіна 27 грудня 1963 р., який містив рекомендації щодо перейменування російських топонімів, а також примітку про те, що деякі топоніми потребують додаткового вивчення. 26 грудня 1964 року Державна Рада Китайської Народної Республіки схвалила пропозицію влади провінції Хейлунцзян на прохання Міністерства внутрішніх справ.

## Після розпаду СРСР
У більшості середньоазійських і закавказьких республік колишнього СРСР частка і чисельність російського населення впали особливо швидко через масову еміграцію, природні збитки, а також тривалий демографічний вибух серед автохтонних народів, які почали активно збільшувати свою присутність в Росії як трудові мігранти.
Так, в Таджикистані за перші десять років незалежності чисельність росіян скоротилася з 400 до 60 тис. У 2010 російська мова в республіці була позбавлена статусу мови міжнаціонального спілкування. Триває стрімка дерусифікація багатьох інших міст і регіонів Казахстану та країн Середньої Азії.
Приміром, частка російського населення в Астані в період між 1989—2009 впала з 54,5 % до 24,9 %; в Алмати з 59,1 % до 33,2 %; в Бішкеку з 55,8 % до 26,1 %.
Після розпаду СРСР від кирилиці також відмовились Молдова, Азербайджан, Узбекистан, Туркменістан та Казахстан.

### Південний Кавказ

#### Азербайджан
Опитування в 2005 і 2006 роках показали, що урядовці не розглядали російську мову як загрозу для азербайджанської мови, яка зростає. Навпаки, російська мова все ще відіграє важливу роль у підтримці міцних економічних і політичних відносин з Росією. Однак, щоб досягти успіху, етнічні росіяни повинні добре володіти азербайджанською мовою.
Однак після того, як Росія вторглася в Україну, азербайджанський уряд дедалі більше відчужувався від російського уряду. Наприклад, він дозволив громадянам Азербайджану їздити в Україну, щоб приєднатися до Вільного міжнародного корпусу для боротьби проти російської армії. Азербайджанський уряд блокував російську авіацію через повітряний простір Азербайджану.

#### Вірменія
Порівняно з сусідньою Грузією, російська має сильні позиції у Вірменії та є мовою вибору для більшості інтелектуалів. Однак на початку 1990-х років після здобуття незалежності Вірменія запровадила політику, яка включала зміну мови навчання в усіх державних школах на вірменську. Російська мова зберігає сильний статус другої мови, нею розмовляє велика вірменська діаспора, яка подорожує до Росії та з Росії, особливо до міста Москва. Російська залишається поширеною другою мовою в персональних вивісках і рекламі, а вірменська ніколи систематично не замінювала попередні вірменські чи російські вивіски, що означає, що багато таких двомовних вивісок залишилося. У 2010 році дерусифікація значно відступила, і Вірменія проголосувала за відновлення російськомовних шкіл.

#### Грузія
Уряд Грузії зобов’язався використовувати лише грузинську мову на більшості офіційних і приватних вивісок, причому англійська є найбільш улюбленою іноземною мовою. Збереглися деякі вивіски, що залишилися з радянських часів у перші роки незалежності, більшість із яких двомовні. Після початку війни в Південній Осетії в 2008 році грузинський уряд прискорив темпи дерусифікації. Особливо після того, як Росія вторглася в Україну, дерусифікація Грузії стала більш значною. Приватні вивіски та рекламні оголошення в районі Самцхе-Джавахеті, населеному переважно вірменами, часто лише російською мовою або російською та грузинською мовами. У Борчалинському районі, де більшість складають азербайджанці, вивіски та реклама, як правило, тільки російською, або одночасно грузинською та російською. Дерусифікація ще не почалася в Абхазії та Південній Осетії, які знаходяться поза контролем грузинського уряду.

### Країни Балтії

#### Естонія і Латвія
Естонія та Латвія вже почали інтенсивну дерусифікацію в останні роки Радянського Союзу. Наприклад, у 1988 році Латвійська Радянська Соціалістична Республіка проголосила латиську мову єдиною офіційною мовою радянської Латвії.
Хоча в Латвії (на 2011 рік етнічні росіяни становили 26,9% від загальної кількості населення) та Естонії (на 2011 рік етнічні росіяни становили 24,8% від загальної кількості населення) є значні російськомовні меншини, російська мова вважається домінуючою мовою в цих країнах. Вона вважається іноземною мовою.
Таким чином, Європейська хартія регіональних мов або мов меншин Ради Європи не поширюється на російську мову, яка через закони Латвії та Естонії не вважається такою мовою, як офіційно підтримувана латгальська (165 000 носіїв) і лівонські історичні мови меншин і наприклад, китайська (носії не перевищують кількох сотень осіб). Це надає російській мові в обох країнах подібний статус до турецької в Німеччині чи арабської у Франції, але в Естонії та Латвії російська є мовою, яка не має офіційного чи регіонального статусу в жодній державі-члені ЄС. Меншини, наприклад, турки становлять не більше 5% населення Німеччини.
Досі ЄС значною мірою підтримував політику Естонії та Латвії щодо ненадання офіційного статусу російській мові, дійшовши до того, що вибачився перед латвійським урядом за друк російськомовної брошури в 2010 році.
У 2007 році Amnesty International різко розкритикувала, як вона назвала, переслідування російськомовних в Естонії. У 2010 році Естонська мовна інспекція посилила перевірки робочих місць, щоб переконатися, що державні службовці володіють естонською мовою на прийнятному рівні. Сюди входять і перевірки вчителів російськомовних шкіл. Amnesty International постійно критикувала політику Естонії, заявляючи, що «носії неестонської мови, переважно з російськомовної меншини, позбавлені вимог щодо офіційної мови для роботи в деяких приватних галузях промисловості та майже на всіх посадах у державному секторі. Можливості працевлаштування люддей, які не мають доступу до доступного мовного навчання, яке б кваліфікувало їх для працевлаштування.
У лютому 2012 року було винесено на референдум конституційну поправку про «зробити російську мову другою офіційною мовою Латвії». Остаточний підрахунок голосів показав, що 24,9% людей підтримали те, щоб російська мова стала другою офіційною мовою Латвії, і були проти того, щоб російська стала другою офіційною мовою Латвії носії офіційної мови становлять 74,8%.
Росіяни в Естонії та Латвії, які хочуть отримати громадянство, повинні скласти іспит на володіння естонською або латиською мовою. В іншому випадку вони можуть мати лише паспорти іноземців, видані урядом. Права людей, які мають паспорти іноземців в Естонії та Латвії, будуть обмежено змінені.
З 1 жовтня 2022 року всі іспити з водіння для підданих Латвії (громадян та негромадян) проходитимуть лише державною мовою або англійською.

#### Литва
Порівняно з двома іншими балтійськими країнами, російськомовна меншина в Литві невелика (5,0% у 2008 році). Російськомовні можуть стати громадянами, виконавши прості вимоги, склавши іспит на вільне володіння литовською мовою.
25 січня 1989 року Президія Верховної Ради Литовської Радянської Соціалістичної Республіки розпорядилася «використовувати литовську мову як «основний засіб офіційного спілкування» для всіх підприємств, установ і організацій Литовської Радянської Соціалістичної Республіки, з винятком радянської армії». У 1992 році, коли була прийнята конституція, литовська мова була чітко визначена офіційною мовою.

### Білорусь
Спочатку певна дерусифікація почалася, коли Білорусь стала незалежною в 1991 році, і білоруська мова стала єдиною державною мовою. Однак після обрання проросійськи налаштованого Олександра Лукашенка президентом Білорусі в 1994 році російська мова стала офіційною разом з білоруською. Після референдуму 1995 року з питання, яке Організація з безпеки і співробітництва в Європі визнала фальсифікованим, русифікація продовжилася. Російська мова є домінуючою в більшості регіонів країни. Насправді майже вся урядова інформація та веб-сайти виключно російськомовні.

### Центральна Азія

#### Казахстан
Казахстан використовував латинські букви з 1929 по 1940 роки, після чого під час реформи країна перейшла на кирилицю. До того там використовували арабське письмо.
Російська і казахська мови є державними, казахська – державною, а російська – мовою міжнаціонального спілкування. Російська мова залишається домінуючою в бізнесі, тоді як казахська мова стає все більш важливою в уряді та ЗМІ.
28 вересня 2017 року в парламенті Казахстану пройшло слухання, на яких був представлений проєкт нового алфавіту на основі латиниці. Алфавіт буде складатися з 25 символів. Проєкт алфавіту представив директор координаційно-методичного центру розвитку мов Ербол Тлешев. За його словами, алфавіт складено з урахуванням мовної системи казахської мови і думок експертів. Директор Інституту мовознавства Ерден Кажибек сказав, що кожна буква алфавіту означатиме один звук і не буде включати додаткових графічних знаків.
27 жовтня 2017 року Президент Казахстану Нурсултан Назарбаєв підписав указ про переведення алфавіту казахської мови з кирилиці на латиницю. Опублікованим 27 жовтня документом передбачається поетапний перехід на латинську графіку до 2025 року. Указом затверджено і новий алфавіт.
26 лютого 2018 року президент Казахстану Нурсултан Назарбаєв під час зустрічі з міністром інформації та комунікацій країни Дауреном Абаєвим розпорядився перевести діяльність органів влади держави виключно на казахську мову. Цей перехід відбудеться поетапно.
Після того, як президент Нурсултан пішов у відставку, новий президент Казахстану Токаєв зайняв більш жорстку позицію щодо вторгнення Росії в Україну. Він кілька разів дзвонив Путіну і казав, що Росія повинна вивести свої війська, щоб поважати територіальну цілісність України. Він навіть відмовився прийняти російський орден Олександра Невського, ці дії довели казахстансько-російські відносини до найгіршого рівня в історії. Пізніше, у відповідь на проукраїнські дії уряду Казахстану, російський уряд не дозволив Казахстану налагодити постачання газу до Європи, що опосередковано посилило інфляцію цін у Європі.

#### Киргизстан
За винятком самої Росії та Білорусі, серед усіх пострадянських країн російська мова має найсильніший статус у Киргизстані. Російська мова зберігає той самий офіційний статус, що й киргизька, і залишається домінуючою мовою на найвищих рівнях бізнесу та уряду. Парламентські засідання рідко проводяться киргизькою мовою і переважно російською. «Революцію тюльпанів», що спалахнула в 2005 році, вважали проявом дерусифікації колишнього Радянського Союзу.
У 2011 році президент Роза Отунбаєва відновила дискусію щодо збільшення домінування киргизької мови.
В 2017 році депутат парламенту Киргизстану від опозиції Канібек Іманалієв запропонував перекласти киргизький алфавіт з кирилиці на латиницю за прикладом сусіднього Казахстану. В 2022 році під час семінару Turkish World Common Alphabet Workshop, який проходив у Всесвітній культурній столиці Туреччини — Бурсі, голова комісії киргизької мови проф. доктор Канібек Осмоналієв підкреслив, що перехід Казахстану на латиницю є «містком» для інших сусідніх країн. Осмоналієв зазначив, що Киргизстан, як і Казахстан, перейде на латинський алфавіт.

#### Таджикистан
Після здобуття незалежності процес дерусифікації Таджикистану ставав дедалі очевиднішим. З метою відновлення національної культури та усунення наслідків радянської історії та культури Таджикистан зробив спроби в чотирьох основних аспектах: відновлення таджицьких історичних назв певних топонімів, тоді як узбеки становлять 15% від загальної кількості населення, росіяни та киргизи - кожен приблизно на 1%. Після здобуття незалежності таджицька мова була оголошена єдиною офіційною мовою, а російська — «мовою спілкування народів» до 2009 року. Закон про державну мову, прийнятий у 2009 році, передбачає, що в усіх офіційних документах і в освіті в країні має використовуватися лише таджицька мова. Але в законі також зазначено, що всі етнічні меншини в країні мають право обирати мову, якою навчатимуться їхні діти.
Крім того, президент Таджикистану Емомалі Рахмон змінив своє ім'я з російського «Рахмонов» на своє нинішнє ім'я в березні 2007 року. У квітні 2016 року Таджикистан офіційно оголосив, що новонародженим більше не буде дозволено використовувати слов'янські суфікси прізвищ та по батькові як імена.

#### Туркменістан
Туркменістан пережив найінтенсивнішу дерусифікацію і був першою країною Центральної Азії, яка змінила свій алфавіт на латиницю (туркменський алфавіт). Ситуація в Туркменістані відрізняється від інших країн Центральної Азії: десятки тисяч туркменських студентів навчаються або працюють у Туреччині, а сприятливі візові умови залучили до Туреччини велику кількість етнічних туркменів як нелегальних працівників і студентів. Туркмени - споріднена з турками етнічна група (всі - тюркського походження). Незважаючи на те, що більшість російськомовних телеканалів у Туркменістані закриті, турецькомовні програми супутникового телебачення можна побачити всюди. Школи з турецькою мовою навчання заповнюють прогалину, що утворилася після закриття російськомовних шкіл, а в Туркменістані працюють понад 600 турецьких компаній.

#### Узбекистан
Після здобуття Узбекистаном незалежності в 1991 році узбецька культура пройшла через три етапи дерусифікації, а також через появу та вестернізацію узбецької національної ідентичності. Узбекистан просуває ці реформи головним чином через свою ефективну систему освіти, оскільки майже половина населення країни шкільного віку або молодше. Через офіційне привілейоване ставлення до узбеків під час найму та звільнення, в Узбекистані відбувся відтік мізків етнічних росіян. Переміщення російськомовного населення у промисловості, науці та освіті послабило ці галузі. В результаті цього явища імміграції відвідування деяких російських культурних центрів значно скоротилося. У столиці Ташкенті статуї лідерів російської революції були замінені статуями місцевих героїв, таких як Тимур, а назви вулиць у російському стилі були змінені на узбецькі. У 1995 році уряд розпорядився про заміну узбецького алфавіту, який базувався на російській кирилиці, на модифікований латинський алфавіт. У 1997 році узбецька мова стала єдиною мовою державної адміністрації.

### Молдова
Коли Молдова здобула незалежність у 1991 році, єдиною офіційною мовою стала молдовська (румунська). Останніми роками уряди Молдови стають все більш проєвропейськими (за винятком Ігоря Додона). Особливо після того, як Майя Санду прийшла на посаду, вона активно сприяла вступу Молдови до ЄС і НАТО. Наразі Молдова стала однією з країн-кандидатів на вступ до ЄС. Крім того, президент Санду прийняла велику кількість українських біженців під час вторгнення Росії в Україну та неодноразово надавала допомогу українському уряду.
4 червня 2018 року Конституційний суд Молдови визнав застарілим закон «Про функціонування мов на території Молдавської РСР». Цей закон надавав особливий статус російській мові в країні. Закон від 1989 року, який наділяв російську мову статусом мови міжнаціонального значення, а також гарантував використання української, російської, болгарської, іврит, ідиш, циганської мов, мов інших етнічних груп, що проживають на території республіки, для задоволення національно-культурних потреб.
Згідно з переписом населення від 2014 року, частка етнічних росіян в країні складає всього близько 4 %, у зв'язку з чим особливий статус російської мови «веде до дискримінації інших етносів, що проживають на території Молдови».
Це викликало значне обурення у Росії.

### Україна

Демонтаж монумента українському та російському робітникам під Аркою дружби народів, 26 квітня 2022

Оскільки процес декомунізації в Україні майже завершився до 2022 року, після початку російського вторгнення в Україну 2022 року почався певний прогрес у питанні дерусифікації.
На тлі російського вторгнення в Україну в 2022 році в Україні почалася дерусифікація. У селах і містах змінювали назви вулиць, зносили радянсько-російські пам’ятники. Дерусифіковано не лише архітектурні споруди, а й назви вулиць, пов’язані з Росією. Зміни відбулися у Львові, Дніпрі, Києві та Харкові. Своєю чергою, Івано-Франківськ став першим містом в Україні, яке повністю звільнилося від російських топонімів.
Станом на 8 квітня 2022 року, згідно з опитуванням соціологічної групи «Рейтинг», 76% українців підтримують ініціативу перейменування вулиць та інших об’єктів, назви яких асоціюються з Росією.
21 квітня 2022 року секретар РНБО України Олексій Данілов заявив, що тотальна дерусифікація бізнесу, політики та багатьох сфер українського життя неминуча «у нас тут не залишиться нічого російського».
21 березня 2023 року Верховна Рада України ухвалила Закон України «Про засудження та заборону пропаганди російської імперської політики в Україні і деколонізацію топонімії», яка активно розпочалася в Україні з початку широкомасштабного вторгнення. 21 квітня 2023 року Президент України Володимир Зеленський підписав закон про деколонізацію.

#### Декомунізація
Фактично процес розпочався одночасно з розпадом СРСР, проте оскільки значно більшою проблемою було питання декомунізації, йому приділяли відносно мало уваги в окремому вимірі. Ці процеси виявилися тісно пов'язаними й початково відбувалися здебільшого стихійно та безсистемно.

### Республіки у складі Російської Федерації

#### Північний Кавказ
У Дагестані, Чечні та Інгушетії під дерусифікацією розуміють не пряме зникнення російської мови та культури, а масовий вихід російськомовних народів, особливо під час Першої та Другої чеченських воєн та після ісламізації, який досяг критичної точки в 2010 році. Переміщення російськомовного населення у промисловості, науці та освіті послабило ці галузі.

#### Татарстан
Після 1990 року в Республіці Татарстан у складі Російської Федерації відбулося відродження татарського націоналізму та формування татарського уряду, який активно сприяв відродженню татарської мови та культури та продовжував дерусифікацію. Одним із факторів досягнення цих сподівань став перехід текстів, написаних кирилицею, на латиницю. У 1999 році ця резолюція була схвалена з наміром 10-річного перехідного періоду, починаючи з вуличних знаків і шкільних проектів восени 2001 року і закінчуючи 2011 роком.
Однак, оскільки Конституційний Суд Росії постановив, що Федеральний закон від 15 листопада 2002 р. про обов'язковість використання кирилиці для національних мов республік Російської Федерації не суперечить Конституції Російської Федерації. На підставі цього рішення Конституційного суду 28 грудня 2004 року Верховний суд Татарстану скасував постанову татарського уряду, яка робила латинський алфавіт офіційним. Ці заходи були змушені припинити.

#### Нерозрусифіковані республіки
- У 2007 році в Карелії було оголошено, що карельська мова використовується для певної державної діяльності,[44] а російська залишається єдиною офіційною мовою (карельська є однією з кількох національних» мов), майже вся бізнесова та освітня діяльність ведеться російською. У 2010 році карельська мова становила менше 8% від загальної чисельності населення Республіки Карелія.
- Згідно з повідомленнями, русифікація республіки Марій Ел триватиме.[45]